# Abelisaurus comahuensis
Abelisaurus är ett släkte av abelisaurider från slutet av kritaperioden i dagens Sydamerika. Den var en tvåbent köttätare som troligen blev mellan 7 och 9 meter lång, 2,2 meter hög och vägde upp till 1,5 ton. 

## Namn
De argentinska paleontologerna José F Bonaparte och Fernando E Novas beskrev både släktet och arten, A. comahuensis, år 1985 och gav den släktnamnet "Abels ödla", "Abel" efter fossilets upptäckare och föregående direktören på Museo de Cipolletti, Robert Abel. Suffixet kommer från det grekiska ordet σαυρος/sauros som betyder "ödla". "Comahuensis" hedrar Comahue-regionen i Cipolletti i Argentina, där man hittade Abelisaurus först. Bonaparte och Novas placerade den i den nyskapade familjen Abelisauridae. 

## Osäker klassificering
Många andra abelisaurider har hittats sedan dess, bland annat de kompletta exemplaren av Aucasaurus, Carnotaurus och Majungasaurus. En del forskare placerar Abelisaurus som en basal abelisaurid, utanför underfamiljen Carnotaurinae, medan andra är mindre säkra på denna position. Abelisauriderna delar samma drag hos kraniet med de obesläktade carcharodontosauriderna, och eftersom Abelisaurus enbart är känt av ett kranium kan framtida fynd möjligtvis visa att detta släkte egentligen är en carcharodontosaurid. Emellertid är detta ändock otroligt.

## Beskrivning

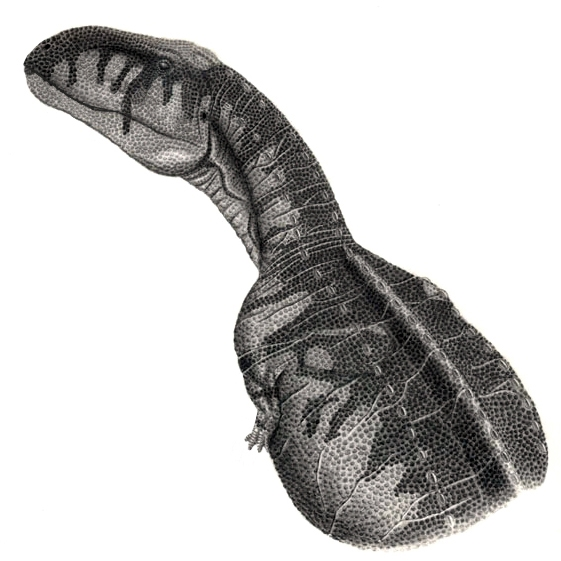
Illustration av A. comahuensis utförd av Jordan Mallon.

Det enda kraniet av Abelisaurus är inte komplett. Speciellt saknas den högra sidan, samt mycket av gommen. Trots detta har man uppmätt kraniets längd till 85 cm. Fastän det saknar de beniga kammar som man kan finna hos andra abelisaurider så som Carnotaurus kan ojämna åsar på nosen och över ögonen ha fungerat som fäste åt någon sorts kam av keratin, ett ämne som inte kan fossiliseras. Det finns även väldigt stora fenestrae (fönsterlika öppningar, därav namnet) i kraniet, vilket finns hos många dinosaurier, för att göra det lättare.

## Omdiskuterad ålder
Abelisaurus är en av många dinosaurier som hittats i Patagonien. Den hittades i Allen-formationen, men påföljande analyser bevisar att kvarlevorna faktiskt hittades den äldre Anacleto-formationen (en del av Neuquen-gruppen) i Rio Negro-provinsen, Argentina. Anacleto är en geologisk formation i Sydamerika som dateras tillbaka till tidiga skedet av campanian under sen krita, mellan 83 och 80 miljoner år sedan.